# Вільям Вуллз
Вільям Вуллз (англ. William Woolls) — австралійський ботанік, учитель і священик англіканської церкви.
Вільям Вуллз, дев'ятнадцята дитина купця Едварда Вуллза, народився в місті Вінчестер (графство Гемпшир, Англія) і здобув освіту в гімназії єпископа Валтама, у віці 16 років безуспішно намагався стати кадетом Британської Ост-Індської компанії. Через рік він емігрував до Австралії. Прибув до Сіднея 16 квітня 1832 року й незабаром був призначений помічником вчителя в Королівській школі у Парраматті. Чотири роки по тому він вирушив до Сіднея, де займався журналістикою і давав приватні уроки.
Протягом деякого часу викладав у Сіднейському коледжі, але потім залишив цю роботу, щоб відкрити приватну школу в Парраматті, якою керував протягом багатьох років. 1838 року одружився з Дайною Кетрін Голл, яка народила сина і дочку, але 1844 року померла під час пологів. 1845 року він одружився з Енн Боуг.
Дружба Вуллза з преподобним Джеймсом Уокером, директором Королівської школи між 1843 і 1848 роками, привела до того, що Вуллз почав проявляти інтерес до ботаніки, і згодом він виконав роботу про флору Австралії. Робота про інтродуковані рослини, яку він відправив у Лондонське Ліннеївське товариство призвела до його обрання членом товариства, а інші його роботи принесли ступінь доктора філософії в університеті Геттінгена (Німеччина). 1862 року він одружився зі своєю третьою дружиною, Сарою Елізабет Лоу. 1865 року Вуллз віддав свою школу в інші руки, і 1867 року опублікував збірку своїх ботанічних робіт, присвячених флорі Австралії
.
1873 року Вуллз прийняв духовний сан в Англіканській церкві. Ще одна збірка його статей «Лекції по рослинному світу з особливим акцентом на флорі Австралії» з'явилася 1879 року. З 1883 року до кінця життя Вільям Вуллз жив у Сіднеї. Він був в дуже хороших відносинах з Фердинандом Мюллером і допомагав йому в його ботанічної роботі. Наступна робота Вуллза про рослини Нового Південного Уельсу була опублікована 1885 року, а його остання робота про місцеві і натуралізовані рослини в околицях Сіднея, вийшла 1891 року.
Помер 14 березня 1893 року у Бурвуді, передмісті Сіднея.
Рід рослин Woolsia був названий на його честь.